# ヨーゼフ・ランナー
ヨーゼフ・ランナー（ドイツ語: Joseph Lanner, 1801年4月12日 - 1843年4月14日）はオーストリアの音楽家。
シュトラウス一家に先立ってウィンナ・ワルツの様式を確立させたため、「ワルツの始祖」と呼ばれることがある。そして後にはヨハン・シュトラウス1世と対決しつつワルツを磨き上げていった（ワルツ合戦）。
ワルツ、ポルカ、ギャロップ、レントラーなど400曲以上の舞曲などを作曲した。特に『シュタイアーマルク風舞曲』と『シェーンブルンの人びと』は、イーゴリ・ストラヴィンスキーのバレエ音楽『ペトルーシュカ』にそのモチーフが採り入れられている。ショパンやスメタナ、リヒャルト・シュトラウスなどの作品にも影響を与えた。
ウィーンフィル・ニューイヤーコンサートにおいては、シュトラウス一族でない作曲家としては最も頻繁にその作品がプログラム上に取り入れられている（エドゥアルト・シュトラウス1世よりも作品の登場が早かった）。

## 生涯

### パーマー楽団に入団〜独立

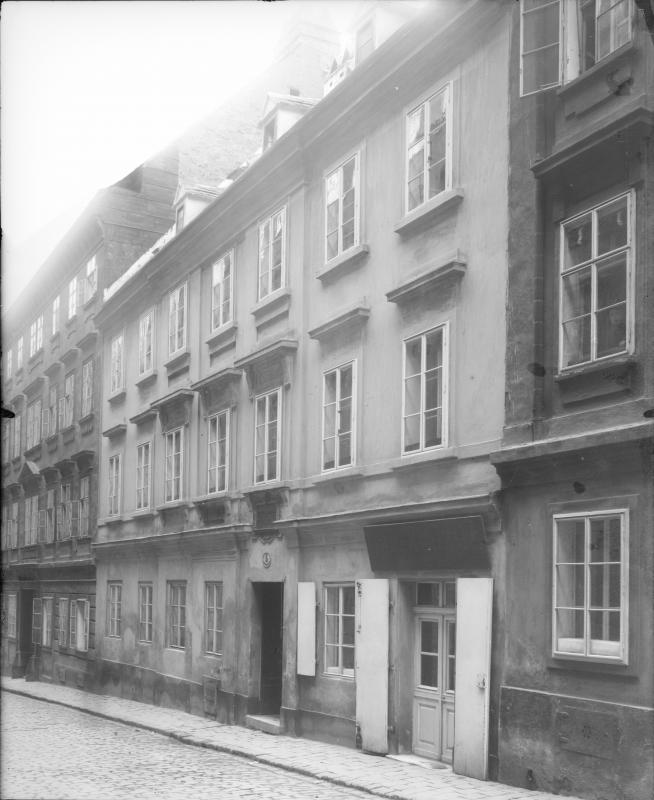
ランナーの生家。

1801年4月12日、ウィーンの郊外のザンクト・ウルリヒ（現7区・メヒタリステン通り）で、手袋職人の長男として生まれた。通っていた工業技術学校を中退し、正規の音楽教育なしでヴァイオリンを自力でマスターする。12歳の時にミヒャエル・パーマーに才能を見出されて彼の楽団に入団し、ヴァイオリン奏者になった。それから6年後の1819年、3歳年下で当時15歳だったヨハン・シュトラウス1世がパーマーの楽団に入ってきた。恥ずかしがり屋の夢想家であるランナーに対して、シュトラウスは生き生きとした情熱家であった。ふたりは正反対の性格であったがすぐに仲良くなり、共に下宿生活を始めた。ふたりは貧乏だった頃、ひとつのタキシードを共用して演奏会に行ったと伝えられる。
パーマーは楽団員に払うべき給料を自身の飲食代に使ってしまうような人物であり、たまりかねたランナーは独立して三重奏団を設立した。また、パーマーのもとに留まったシュトラウスに移籍を呼びかけ、これに応じたシュトラウスとともに演奏活動に励んだ。それまでパーマーのワルツに頼っていたランナーとシュトラウスであるが、独立したとなると自分でワルツを作曲しなければならないため、ふたりは揃って音楽理論を学んだ。ランナーは信心深い人物であり、自身の楽譜の隅には必ず「神と共に！ヨーゼフ・ランナー」と署名したという。
冒頭に作品全体の気分を示す序奏を採り入れたり、新曲に『宮廷舞踏会』や『宵の明星』といった魅力的な曲名をつけるなどして、ウィンナ・ワルツの基礎を築いた（それまでの例を挙げると、師パーマーの代表作の曲名は『リンツ舞曲集』だった）。
人々はランナーを「愛すべき人」と呼び、彼の音楽について「足を躍らせ、しかも目には少し涙をにじませる」と言った。当時の音楽批評家エドゥアルト・ハンスリックは、ランナーの音楽を「スミレの香りのするメロディー」と褒め称えている。ランナーのワルツはたちまち広く認められ、次々と出版されるようになった。エドゥアルト・ヤーコプ曰く、「ランナーによってワルツにもロマン時代が始まった」。

### 宮廷舞踏会の指揮者に
1824年、「宮廷レドゥーテンザール音楽指揮者」に任命された。これにより、ウィーンで最も格式高いとされる舞踏会場レドゥーテンザールでワルツが踊られるようになった。ランナーの指揮そのものは好評を博したものの、彼自身が礼儀を知らない人物であったために笑いだねとなり、貴紳の人々を困惑させた。
あるとき、ゾフィー大公妃（のちのフランツ・ヨーゼフ1世の母）の前に行って燕尾服を脱いで見せ、「どうです、ご覧ください。汗びっしょりになりましたよ。」と笑ったことがある。またあるときには、千鳥足で会場に入ってきて、指揮台に登ろうとした。式部長官クッチェラ男爵が押しとどめようとした際、ランナーは憤慨して「いったい何をお考えですかね、閣下。私はあなたと同じように酔っぱらっちゃいないですぞ。しかし私が酔っぱらっていたとしても、誰も私を阻むことはできないのだ。あの指揮台に行くことは、皇帝陛下（フランツ2世）がお許しになったのですぞ」と言い放ったという。このような素行から、宮廷舞踏会の指揮者にはふさわしくないと判断され、すぐにその職から降ろされてしまった。

### 「ワルツ合戦」の開始

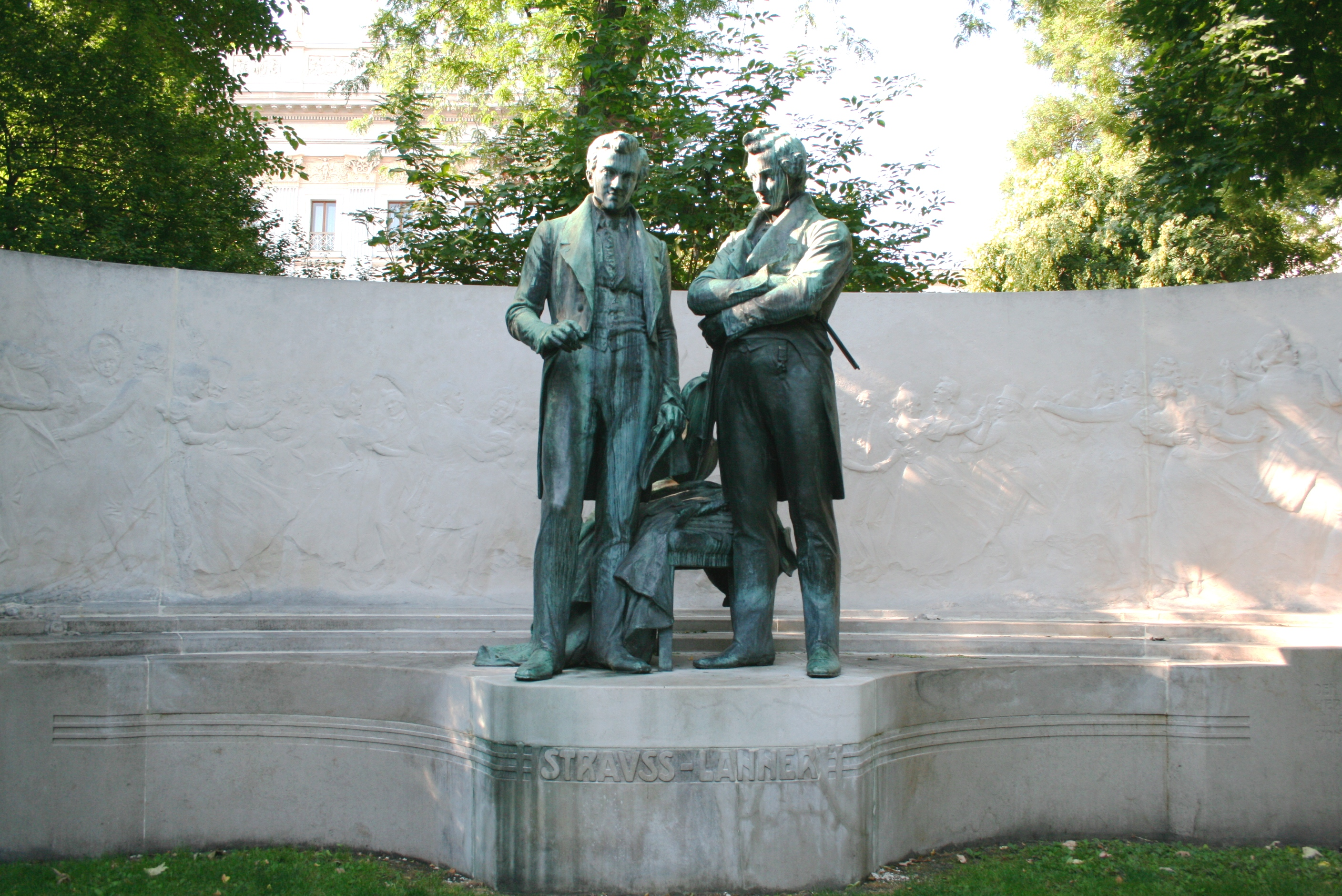
ランナーとシュトラウスの銅像。右がランナー。

やがてランナーの楽団は、かつての師パーマーの楽団を超える絶大な人気を獲得した。出演依頼に応じきれなくなったため、ランナーは楽団を二つに分けて片方をシュトラウスに指揮させた。するとウィーン市民の人気は、ランナーではなくシュトラウスのほうに集まるようになり、仲のよかった両者の間に暗雲が垂れ込め始めた。シュトラウスは恋をし、相手の女性と結婚するために昇給をランナーに願ったが、ランナーはそれを許さなかった。またランナーはシュトラウスの作曲したワルツを買い取り、自分の作品として公刊した。このようにまったく根拠が無かったわけではないが、シュトラウスの曲をランナーが盗作したとの噂が立つようになった。

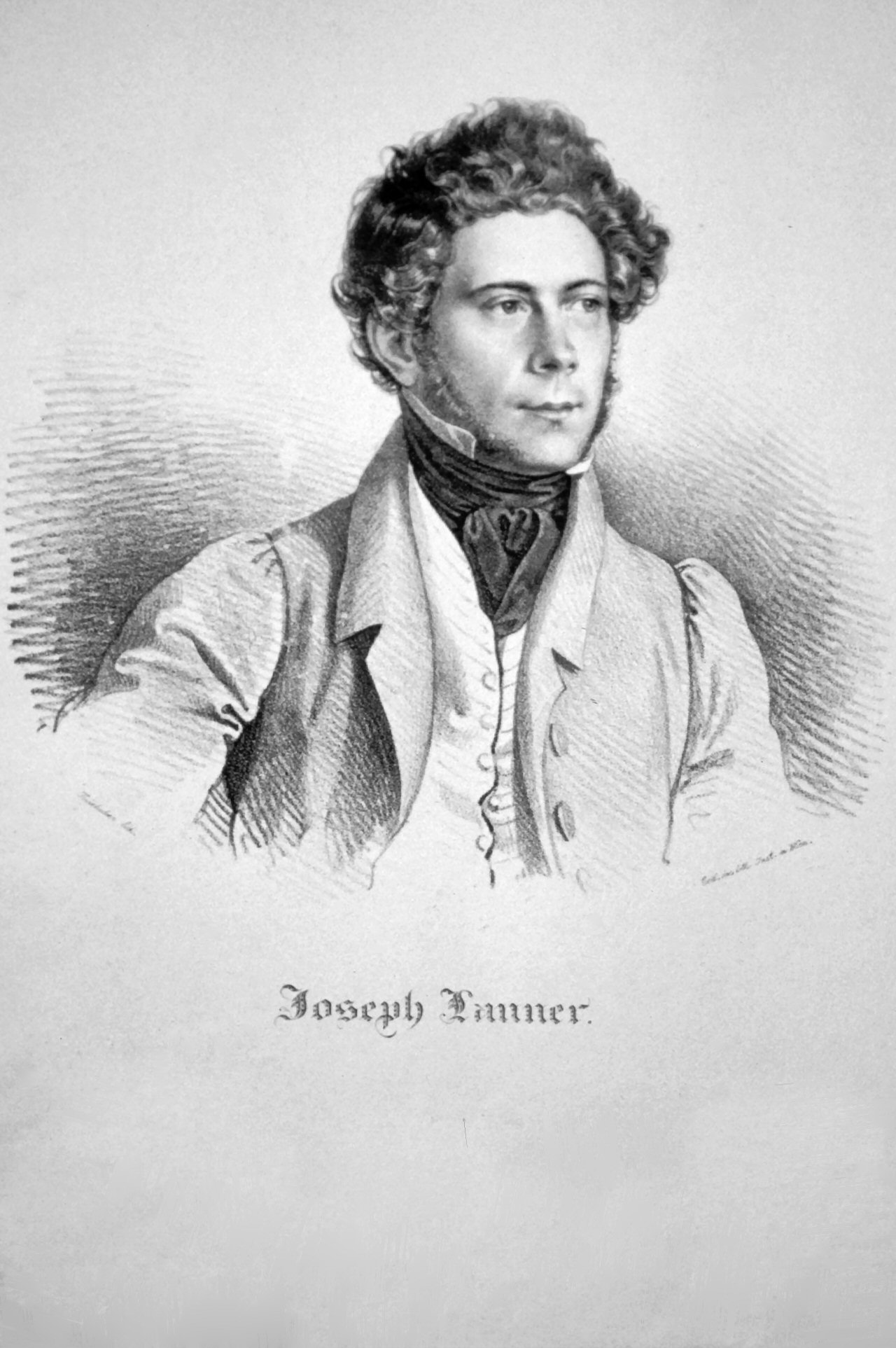
ランナー（1825年）

両者の対立が決定的となったのは、1828年にウィーン郊外の舞踏場ボックで演奏を行った時である。ランナーとシュトラウスは揃って演奏したが、どういうわけか激しい口喧嘩が始まり、やがてヴァイオリンの弓や譜面台や太鼓のばちが空中を飛び交うありさまとなったという。
こうしてふたりの関係は完全にこじれたとされるが、現場目撃者の記録は存在せず、実際には乱闘事件はなかったとみる向きもある。ランナーはシュトラウスの自立に際して『訣別のワルツ』を作曲しているが、これは喧嘩別れをテーマにしたものではなく、シュトラウスの門出にあたって彼に贈ったものとも言われる。また、その翌年にランナーとシュトラウスは、かつての雇い主パーマーのために慈善コンサートを一緒に開いている。
いずれにせよ、こうしてシュトラウスとは競合関係になり、世に「ワルツ合戦」と呼ばれる熾烈な競争を繰り広げることとなった。ふたりは訣別から3年後の1831年に仲直りをしたが、かつてのような心を開きあった交際に戻ることはできなかったとされる。

### 死後

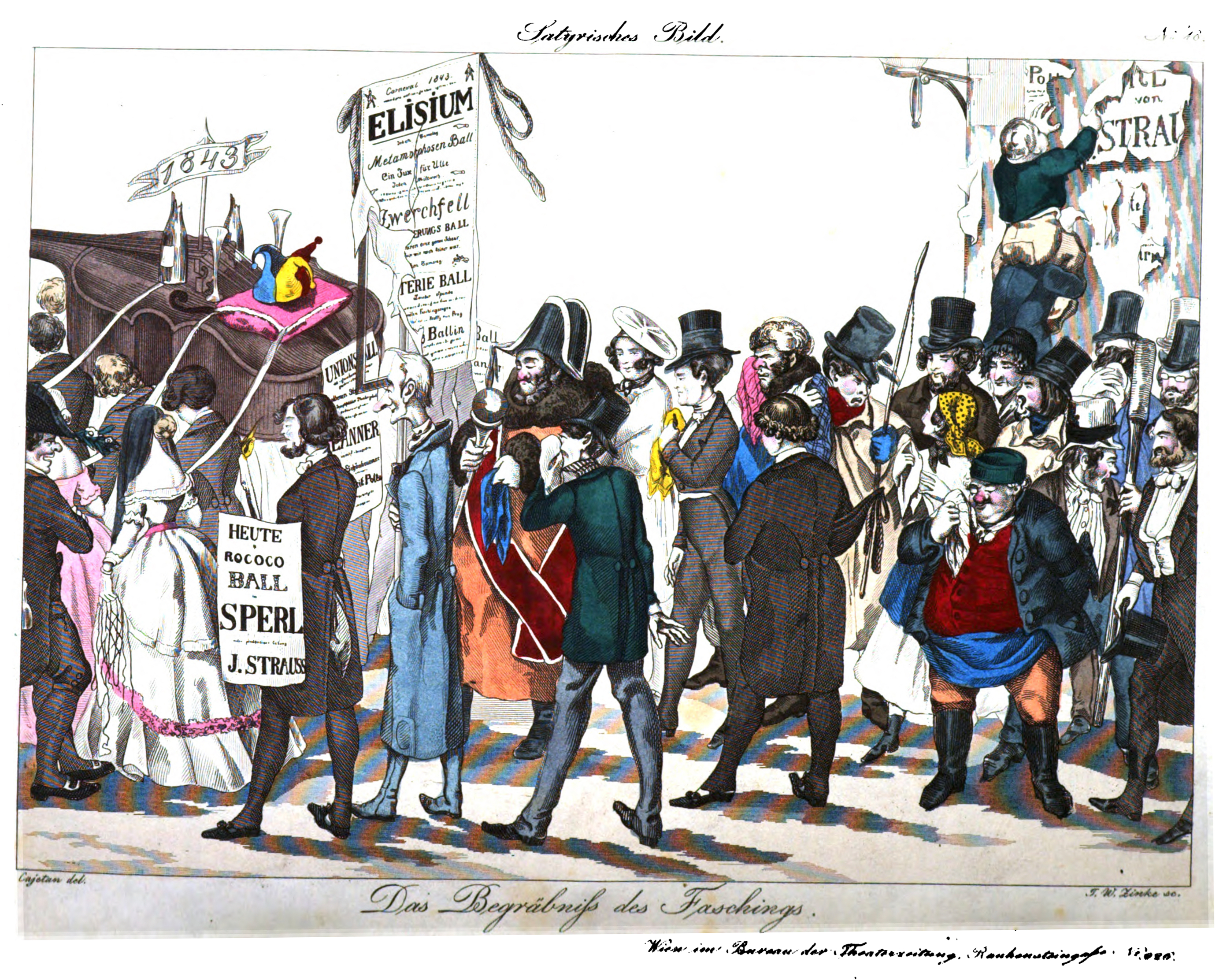
ランナーの葬送行列。（1843年）

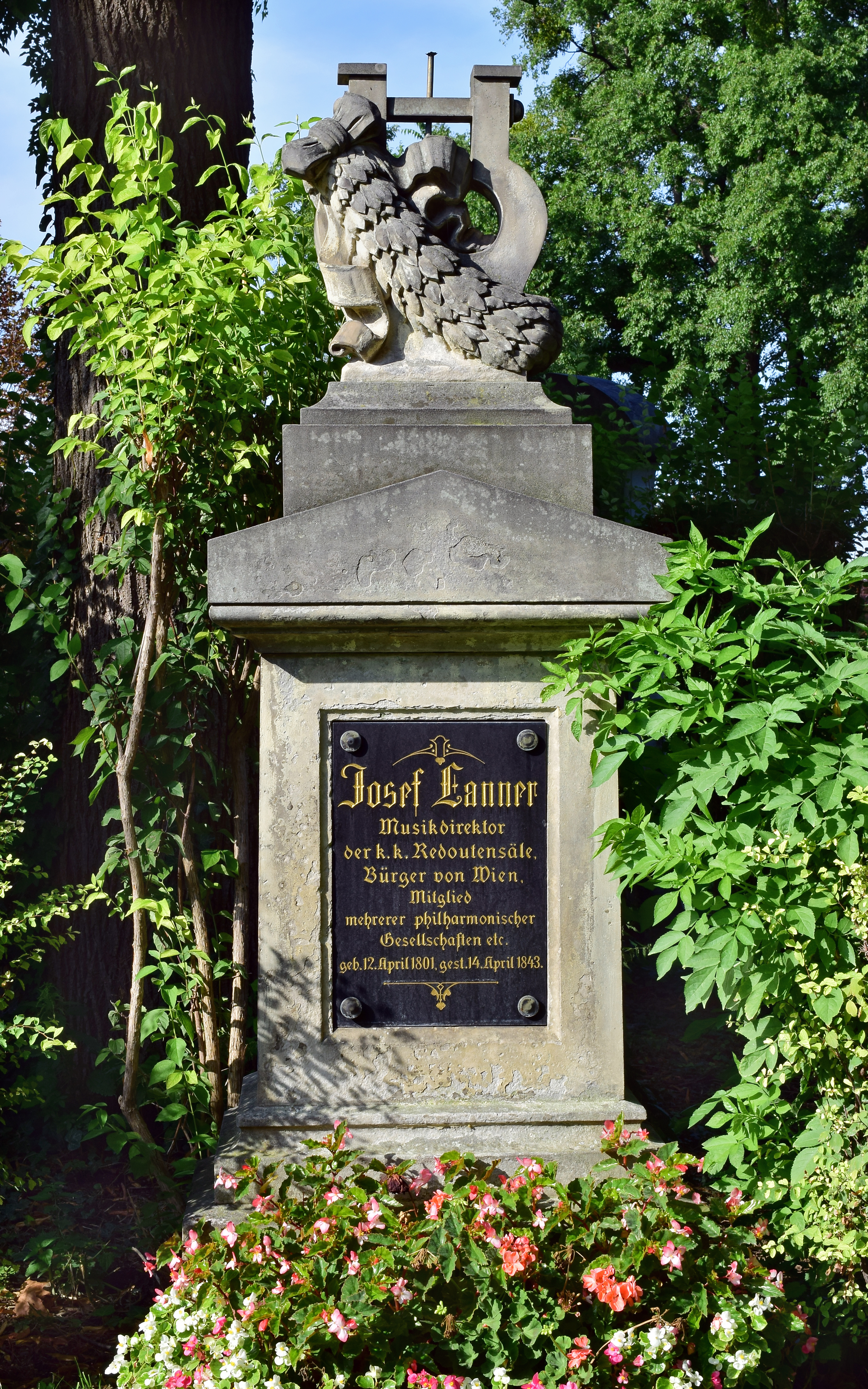
ウィーン中央墓地にあるランナーの墓。

1843年、チフスに罹ってデープリングにて42歳で急死。その葬儀には2万人の市民が集った。彼の死によって、好敵手だったシュトラウスがウィーンのワルツ界に君臨することとなった。しかし、翌1844年にシュトラウスの長男ヨハン・シュトラウス2世が音楽家デビューを果たす。シュトラウス2世のデビューを評した「おやすみランナー、こんばんはシュトラウス1世、おはようシュトラウス2世！」という記事は、ウィンナ・ワルツの世代交代を示すものであった。
息子のアウグスト・ランナー（1835年-1855年）はわずか8歳で父の楽団を受け継ぎ、作曲も行ったが20歳で急逝した。長女のカテリーナ（1829年-1908年）はイギリスへ渡ってバレリーナおよびコレオグラファーとして活躍した。次女のゾフィーはカール・ミヒャエル・ツィーラーの楽団に所属してハープ奏者として活動したという。
ランナーは生涯ほとんどウィーンから出なかった。よって、ウィンナ・ワルツをヨーロッパ中に広めたのはシュトラウスのほうである。しかし、皮肉にも現在でも生き残って演奏される作品はシュトラウスよりもランナーのほうが多い。

## 逸話
- ランナーとシュトラウスはウィーンで絶対的な人気を誇っており、1829年にワルシャワからやって来たショパンはふたりの影に隠れて注目を集めることができなかった[16]。最初の自作ワルツ『華麗なる大ワルツ』をウィーンで出版することを望んでいたショパンであったが、断念せざるを得なかった[16]。この際にショパンはこう嘆いた[16]。「ウィーンでは太陽は登りたがらない。ランナーとシュトラウス、それに彼らのワルツが、すべてを陰らせてしまうのだ…」シューベルトも、ランナーの指揮するオーケストラの演奏を聴くために居酒屋に入り浸っていたという[17]。
- ランナーがその生前に愛用したとされる1817年に弦楽器製作家のフランツ・ガイセンホーフ（ドイツ語版）が製作したラベル（＝ツェッテル）の付いたオールド・ヴァイオリンと弓（＝ボウ）は、現在ホーフブルク宮殿の中の楽器博物館に常設展示されており、ウィーンへ行く全ての人が見られるように大変良い保存状態で収蔵されている。おそらく、1842年10月13日のウイーンの旧フュンフハウスのビアホールにおいて初演された、生涯におけるまとまった内容の最後の傑作ワルツ『シェーンブルンの人々』は、この現存する1817年製のガイセンホーフ・ヴァイオリンを使用して初演されたものと考えられている。また、彼ランナーの楽団員の使用されたとされるガイセンホーフ作かどうかは不明であるが、ヴァイオリンやヴィオラ、チェロも今日ウィーンに現存して（おそらく新王宮の楽器博物館に）収蔵されている。
- ランナーはオペラを編曲して自分の楽団で演奏することが多かった。『モーツァルト党』はそのよき例であり、『魔笛』や『ドン・ジョヴァンニ』などのオペラの旋律を利用して作られたワルツである。

## 作品

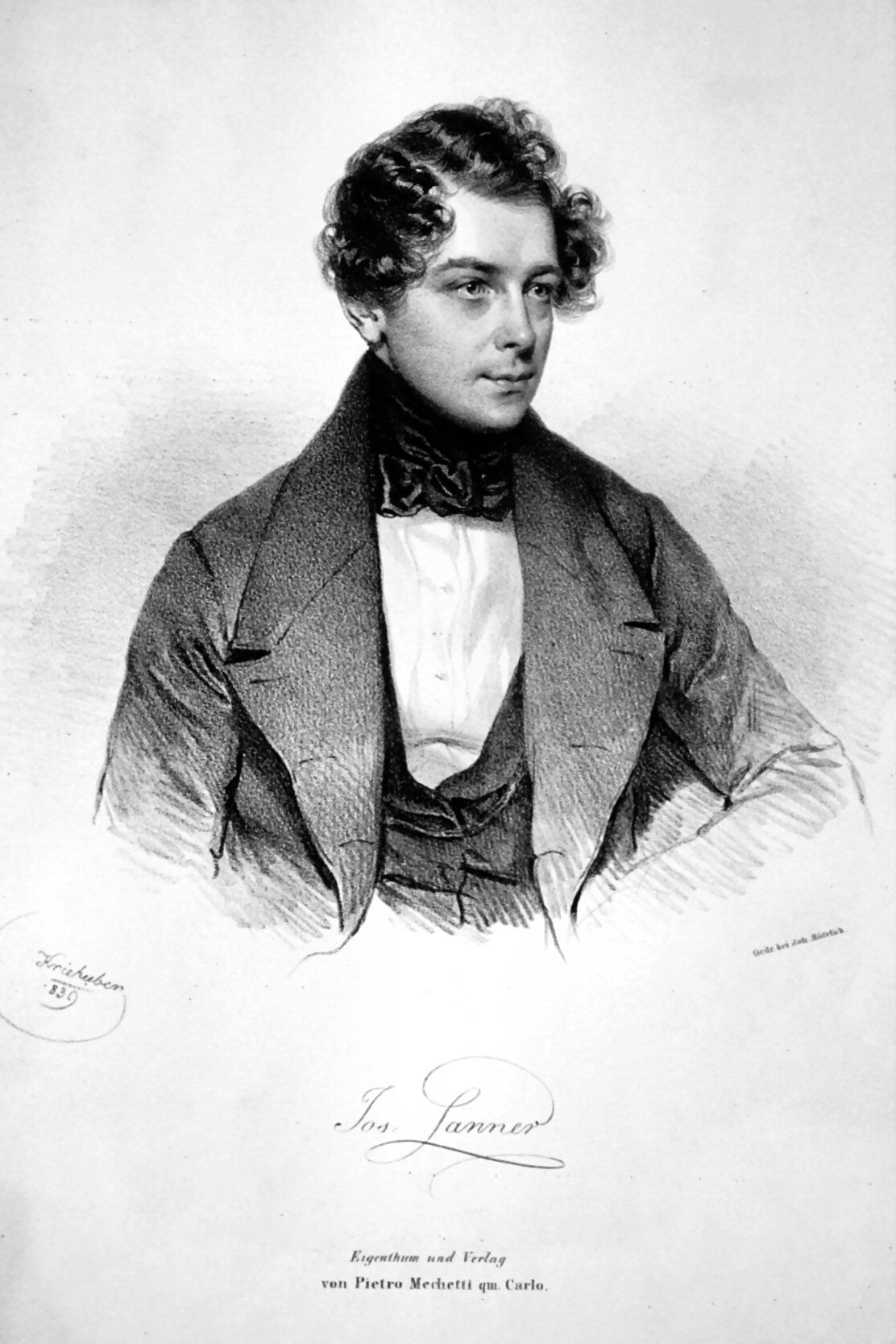
ランナー（1839年）

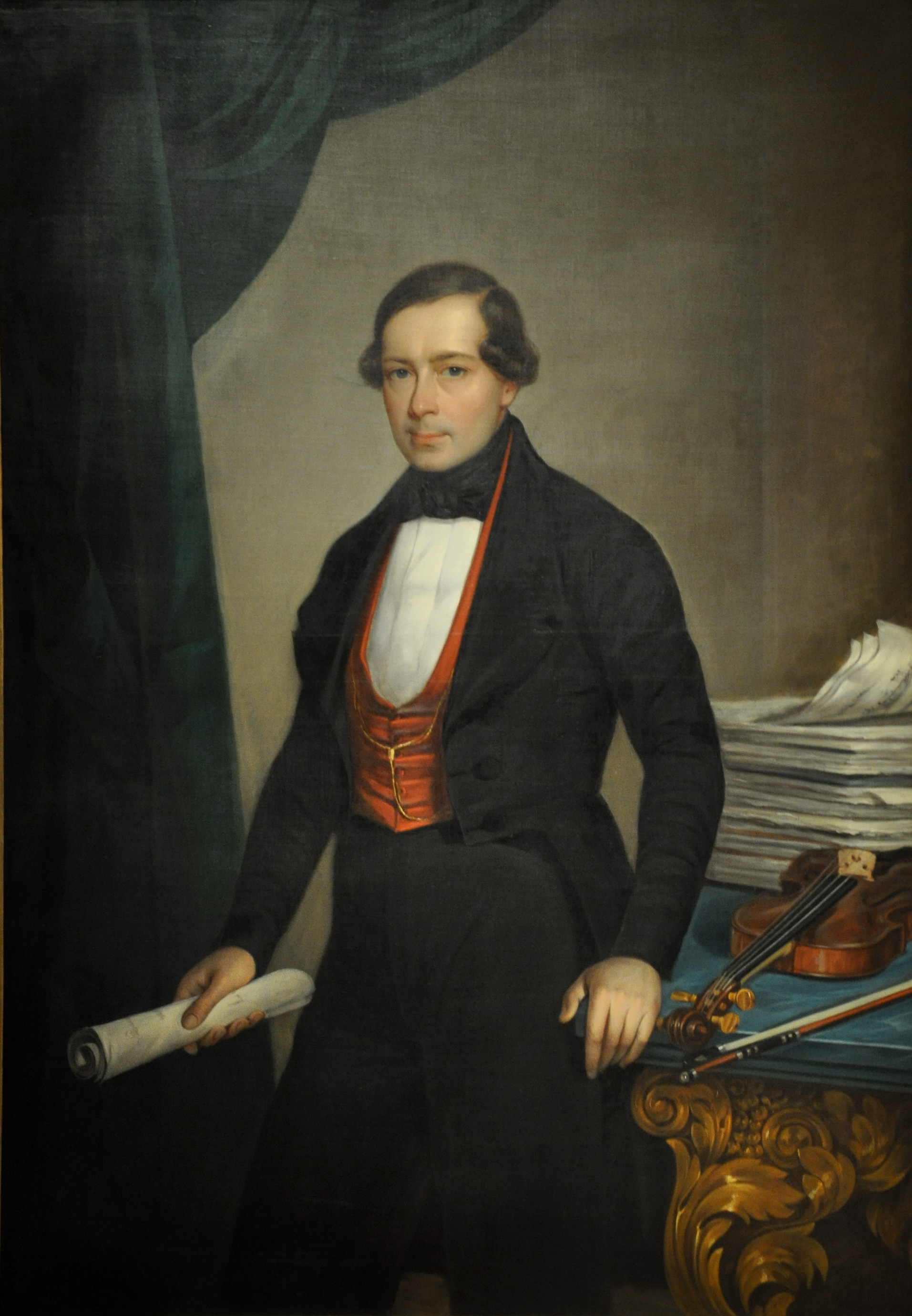
ランナー（油絵、1840年作）

### ワルツ
- 舞踏への勧誘 （Aufforderung）op.7
- 真夜中のワルツ（Mitternachts-Walzer）op.8
- テルプシコレ・ワルツ op.12
- 訣別のワルツ（Trennungs-walzer）op.19
- バーデンの巻きパン（Badner Ring'ln）op.64
- ユーモラスな人びと（Die Humoristiker）op.92
- ペスト・ワルツ（Pesther-Walzer）op.93
- 蒸気ワルツ（Dampf-Walzer）op.94
- 求婚者（Die Werber）op.103
- ナポリ人（Die Neapolitaner）op.107
- 愛の語らい（Die Kosenden）op.128
- ロココ・ワルツ(Roccoco-Walzer) op.136
- ヴィクトリア・ワルツ(Victoria-Walzer) op.138
- タリオーニ・ワルツ（Taglioni-Walzer） op.141
- マリア・ワルツ（Marien-Walzer）op.143
- オスマン帝国の人びと（Die Osmanen）op.146
- 宮廷舞踏会（Hofball-Tänze）op.161
- ロマンティックな人びと（Die Romantiker）op.167
- 宵の明星（Abendsterne）op.180
- 理想（Ideale）op.192
- モーツァルト党（Die Mozartisten）op.196
- シェーンブルンの人びと（Die Schönbrünner）op.200

### レントラー
- 新ウィーン・レントラー（Neue Wiener-Ländler）op.1
- ヨーゼフドルフ・レントラー（Josephdorfer-Ländler）op.4
- チロル・レントラー（Tyroler-Ländler）op.6
- ドルンバッハ・レントラー（Dornbacher-Ländler）op.9
- シュタイアー舞曲（Steyrische Tänze）op.165

### ガロップ
- 兄弟よ止まれ（Bruder Halt!）op.16
- 新年のガロップ（Neujahrs-Galopp）op.61-2
- 狩人の喜び（Jägers Lust）op.82
- 真夏の夜の夢（Sommernachts-Traume）op.90
- タランテラ・ガロップ（Tarantel-Galopp）op.125
- レガッタ・ガロップ（Regata-Galoppe）op.134
- アマゾン女族（Amazonen）op.148

### ポルカ
- チェリト・ポルカ（Cerrito-Polka）op.189
- 狩人ハンスのポルカ（Hans-Jörgel-Polka）op.194
- お気に入りのポルカ（Favorit-Polka）op.201

### マズルカ
- 槍騎兵（Der Uhlane）op.76
- あこがれマズルカ（Sehnsuchts-mazur）op.89

### カドリーユ
- 狩猟カドリーユ（Jagd-Quadrille）op.190
- ヴィクトリア・カドリーユ（Victoria-Quadrille）op.207

### その他
- 饗宴ポロネーズ（Bankett-Polonaise）op.135
- ボレロ（Bolelro）op.209